# Louise de Lorraine-Vaudémont

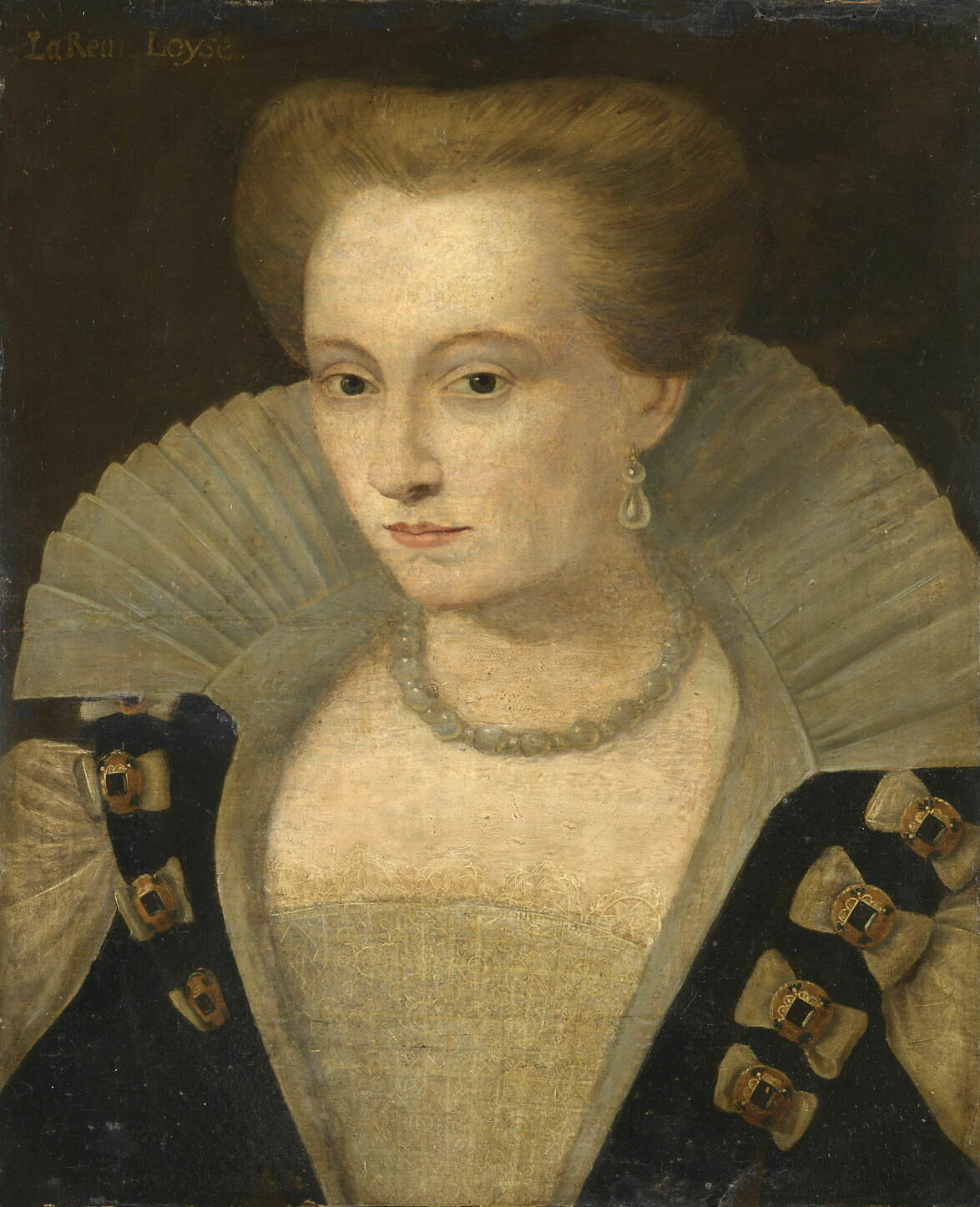
Louise de Lorraine-Vaudémont, Porträt eines anonymen Künstlers, etwa 1580

Louise de Lorraine-Vaudémont (* 30. April 1553 in Nomeny; † 29. Januar 1601 in Moulins), auch bekannt unter dem Namen Louise de Mercœur, war als Ehefrau Heinrichs III. von 1575 bis 1589 Königin von Frankreich.

## Leben

### Kindheit und Jugend
Louise wurde als Tochter Nicolas’ de Mercœur, Graf von Vaudémont und Herzog von Mercœur, auf Schloss Nomeny in Lothringen geboren. Sie war die älteste von insgesamt 14 Kindern, die aus drei Ehen ihres Vaters hervorgingen. Als ihre Mutter Marguerite d’Egmont starb, war sie erst ein Jahr alt. Ihre Kindheit war nicht sehr glücklich, sie wurde von ihrem Vater und ihrer Stiefmutter Catherine von Lothringen-Aumale gehasst und meist von der Familie ferngehalten. So wurde sie als Erwachsene eine sehr stille, pflichtbewusste und tief religiöse Frau.

### Heirat
1574 lernte sie ihren zukünftigen Mann Heinrich, den damaligen Herzog von Anjou, kennen. Dieser besuchte ihren Onkel Karl III. von Lothringen, der mit Heinrichs Schwester Claude verheiratet war. Heinrich war gerade auf der Durchreise nach Krakau, seiner neuen Residenz als König von Polen. Er war von Louise sehr angetan, weil diese nicht nur blond, schön und anmutig war, sondern auch sehr Maria von Kleve glich, der großen Liebe Heinrichs, die jedoch bereits mit Henri I. de Bourbon verheiratet war.
Nach dem Tod seines Bruders Karl IX. kehrte Heinrich Polen den Rücken und ging nach Frankreich zurück, um die Nachfolge als König Heinrich III. anzutreten. Louise wurde aber noch nicht als Ehefrau des Königs gehandelt, denn Heinrich wollte zunächst, dass sich Maria von Kleve von ihrem Ehemann scheiden ließ, um anschließend ihn zu heiraten. Aber Maria verstarb unerwartet an einer Lungenentzündung, und so beschloss Heinrich III. gegen den Rat seiner Höflinge und vor allem seiner politisch sehr aktiven Mutter Katharina von Medici, Louise zu heiraten. Er schickte seine Vertrauten Philippe Hurault de Cheverny, und Michel du Guast aus, um der jungen Frau und ihrer Familie seinen Antrag zu übermitteln.
Die Hochzeit fand am 15. Februar 1575 in der Kathedrale von Reims statt, nur zwei Tage nach Heinrichs Krönung.

### Königin von Frankreich

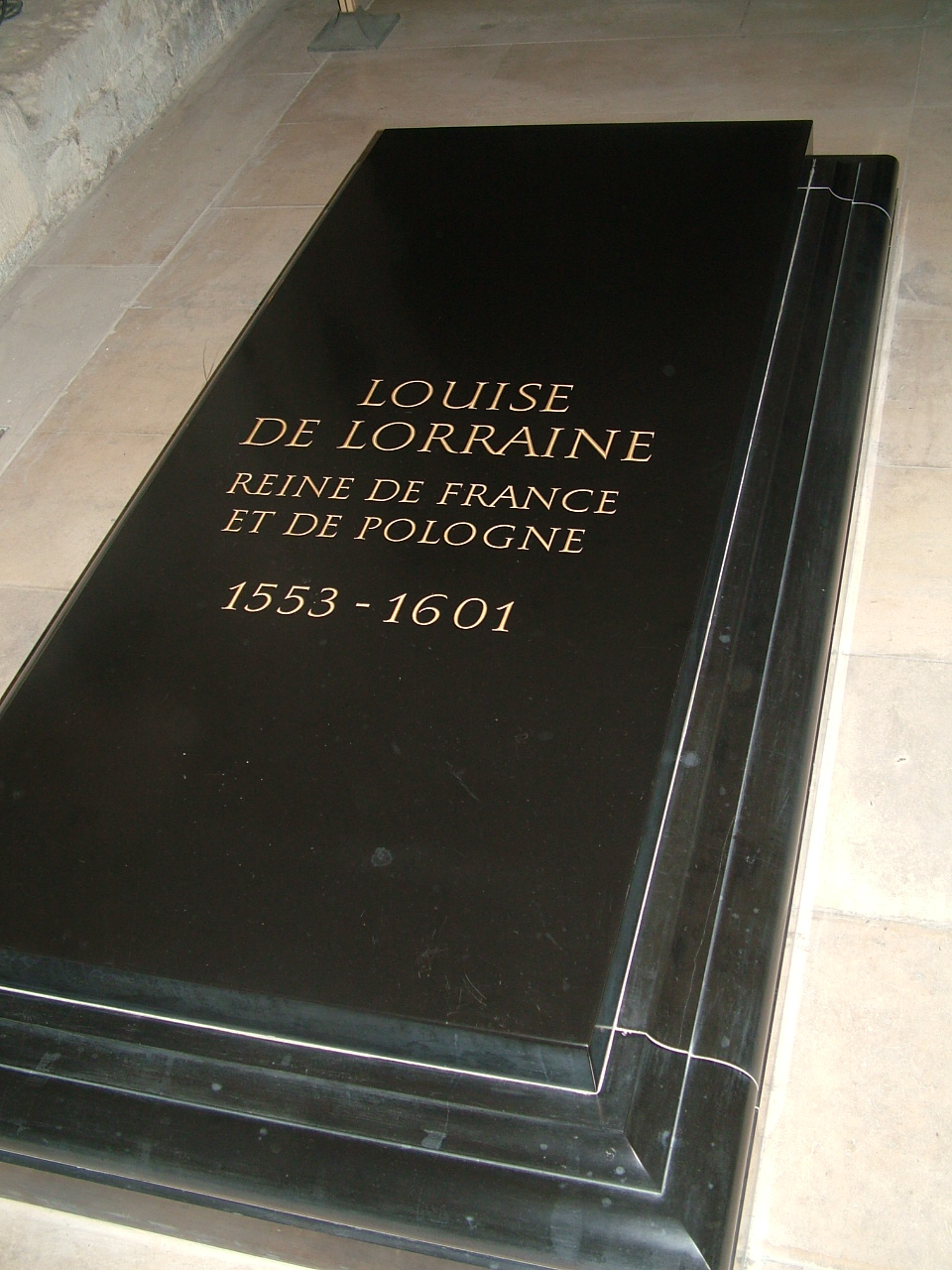
Grab der Louise von Lothringen in Saint-Denis

Louise litt sehr unter der durch die Hugenottenkriege verursachten Feindschaft ihrer Familie, des Hauses Lothringen, gegenüber ihrem Mann. Ihre Halbschwester Marguerite (1564–1625) heiratete allerdings 1581 den „Erz-Mignon“ des Königs, Anne de Joyeuse. 
Obwohl sie Heinrich sehr verehrte und er von ihr trotz Untreue ebenso angetan war, blieb ihre Ehe kinderlos. Es wird vermutet, dass die Königin im Jahre 1575 eine Fehlgeburt hatte und fortan unfähig war, Kinder zu gebären. Andere Quellen behaupten, Heinrich wäre zeugungsunfähig gewesen. Es ist allerdings wahrscheinlich, dass er homosexuell war. Heinrichs Schwager Heinrich von Navarra wurde bereits als Thronfolger angesehen. Die Königin litt sehr unter dieser Last, magerte stark ab, begann, an Depressionen zu leiden, und unternahm mit ihrem Gatten zahlreiche Pilgerfahrten, um für Nachwuchs zu beten.
Im Jahre 1589 erbte Louise Schloss Chenonceau von ihrer am 5. Januar verstorbenen Schwiegermutter und hielt sich dort auch auf, als ihr Mann am 2. August 1589 einem Attentat zum Opfer fiel. Sie fiel in noch tiefere Depressionen, verbrachte den Rest ihres Lebens in Trauerkleidung und ließ das Schloss mit düsteren Tapisserien aushängen. Ihr Gesicht verhängte sie mit einem weißen Schleier und wurde seitdem La Reine Blanche (deutsch: die weiße Königin) genannt.
Louise starb in Moulins und wurde im Kapuzinerkloster in Paris beigesetzt. Erst 1817 wurden ihre sterblichen Überreste an die Seite ihres Mannes in die Basilika Saint-Denis überführt.